# Krusenstern (Mondkrater)
Krusenstern ist ein Einschlagkrater im südlichen Teil der erdzugewandten Seite des Erdmondes. Benannt wurde er nach dem baltendeutschen Navigator und Leiter der ersten russischen Weltumseglung Adam Johann von Krusenstern.
| Buchstabe | Position          | Durchmesser | Link |
| --------- | ----------------- | ----------- | ---- |
| A         | 26,97° S, 5,74° O | 5 km        |      |